# Copa Campeonato 1931
La Copa Campeonato 1931, ultima edizione della competizione, fu organizzata dall'Asociación Amateurs Argentina de Football.
Al torneo si iscrissero 34 squadre e iniziò il 10 maggio 1931, giorno del primo turno in cui si disputarono solamente 12 delle 17 partite previste. Il secondo turno, programmato il 17 maggio, venne annullato perché 19 società abbandonarono l'AAAF per passare alla Liga Argentina de Football che organizzò il primo campionato professionistico.
Quindi l'AAAF, che il 20 giugno cambiò il proprio nome in Asociación Argentina de Football (Amateurs y Profesionales), fece partire il 28 giugno una versione ridotta della Copa Campeonato – alla quale parteciparono 16 squadre – che vide trionfare l'Estudiantil Porteño dopo lo spareggio finale con l'Almagro.

## Primo campionato
| 1ª giornata                                | 10 maggio 1931 |
| Almagro-Argentino de Quilmes               | 2-2            |
| Argentino de Banfield-Tigre                | 1-3            |
| Atlanta-Racing Club                        | 1-1            |
| Atlético Estudiantes-Sportivo Palermo      | 2-1            |
| Barracas Central-Sportivo Barracas         | 4-1            |
| Boca Juniors-Lanús                         | 1-0            |
| Colegiales-Estudiantes de La Plata         | [ 4 ]          |
| Defensores de Belgrano-Estudiantil Porteño | 1-1            |
| Gimnasia y Esgrima La Plata-Excursionistas | 2-0            |
| Independiente-Chacarita Juniors            | [ 4 ]          |
| Quilmes-Argentinos Juniors                 | 1-4            |
| River Plate-El Porvenir                    | 2-0            |
| San Fernando-Banfield                      | [ 4 ]          |
| San Lorenzo-Ferro Carril Oeste             | 4-0            |
| Sportivo Buenos Aires-Huracán              | 3-1            |
| Talleres (RE)-Nueva Chicago                | [ 4 ]          |
| Vélez Sarsfield-Platense                   | 2-1            |

| 2ª giornata                                   | 17 maggio 1931 |
| Argentinos Juniors-Boca Juniors               | [ 4 ]          |
| Banfield-Gimnasia y Esgrima La Plata          | [ 4 ]          |
| Chacarita Juniors-Colegiales                  | [ 4 ]          |
| El Porvenir-Vélez Sarsfield                   | [ 4 ]          |
| Estudiantes de La Plata-Argentino de Banfield | [ 4 ]          |
| Estudiantil Porteño-Atlético Estudiantes      | [ 4 ]          |
| Excursionistas-Atlanta                        | [ 4 ]          |
| Ferro Carril Oeste-Defensores de Belgrano     | [ 4 ]          |
| Huracán-Independiente                         | [ 4 ]          |
| Lanús-River Plate                             | [ 4 ]          |
| Nueva Chicago-Argentino de Quilmes            | [ 4 ]          |
| Platense-San Lorenzo                          | [ 4 ]          |
| Quilmes-Sportivo Buenos Aires                 | [ 4 ]          |
| Racing Club-Barracas Central                  | [ 4 ]          |
| Sportivo Barracas-Almagro                     | [ 4 ]          |
| Sportivo Palermo-Talleres (RE)                | [ 4 ]          |
| Tigre-San Fernando                            | [ 4 ]          |

## Secondo campionato

### Classifica[1]
| Pos. | Squadra                        | Pt | G  | V  | N | P  | GF | GS | DR  |
| ---- | ------------------------------ | -- | -- | -- | - | -- | -- | -- | --- |
| 1.   | Almagro                        | 26 | 15 | 13 | 0 | 2  | 45 | 13 | +32 |
| 1.   | Estudiantil Porteño            | 26 | 15 | 12 | 2 | 1  | 31 | 17 | +14 |
| 3.   | Social y Sportivo Buenos Aires | 22 | 15 | 11 | 0 | 4  | 26 | 16 | +10 |
| 4.   | El Porvenir                    | 21 | 15 | 9  | 3 | 3  | 34 | 20 | +14 |
| 5.   | Excursionistas                 | 17 | 15 | 7  | 3 | 5  | 36 | 27 | +9  |
| 5.   | Nueva Chicago                  | 17 | 15 | 7  | 3 | 5  | 22 | 24 | -2  |
| 7.   | Argentino de Quilmes           | 16 | 15 | 7  | 2 | 6  | 24 | 24 | 0   |
| 8.   | Sportivo Palermo               | 15 | 15 | 6  | 3 | 6  | 24 | 23 | +1  |
| 9.   | Sportivo Barracas              | 14 | 15 | 5  | 4 | 6  | 35 | 30 | +5  |
| 9.   | Barracas Central               | 14 | 15 | 5  | 4 | 6  | 22 | 26 | -4  |
| 11.  | Estudiantes Buenos Aires       | 13 | 15 | 5  | 3 | 7  | 20 | 23 | -3  |
| 11.  | Colegiales                     | 13 | 15 | 4  | 5 | 6  | 20 | 26 | -6  |
| 13.  | Defensores de Belgrano         | 9  | 15 | 3  | 3 | 9  | 13 | 19 | -6  |
| 13.  | Banfield                       | 9  | 15 | 3  | 3 | 9  | 21 | 37 | -16 |
| 15.  | Argentino de Lomas             | 6  | 15 | 2  | 2 | 11 | 12 | 25 | -13 |
| 16.  | San Fernando                   | 2  | 15 | 1  | 0 | 14 | 13 | 48 | -35 |

### Spareggio finale[1]
| Arbitro: | Garigliano |

| |            | |
| Martínez 25’ 84’ Bissio 70’                                                                                      | Marcatori  | 42’ Fernández                                                                                            |
| Bolgues P Migliozzi D Bellomo D Martínez C Corátolo C Gargiulo C Costa A Bissio A Martínez A Mapelli A Spadaro A | Formazioni | P De Nicola D Santoro D Recanatini C Fernández C Gros C Aceto A Oro A Pérez A Varalli A Ciancio A Correa |

### Classifica marcatori[5]
| Gol |  |  | Giocatore    | Squadra |
| --- |  |  | ------------ | ------- |
| 14  |  |  | José Ciancio | Almagro |